# Umeå Energi
Umeå Energi AB je energetická a komunikační společnost, která působí v pěti oblastech podnikání: vytápění, výroba elektrické energie, obchodování s elektřinou, komunikace a obnovitelné zdroje (slunce, vítr a voda). Poskytuje dálkové vytápění a klimatizaci, elektřinu, kabelovou televizi a přes UmeNet rychlé širokopásmové připojení internetu rychlostí 1000 Mbit/s, vyrábí elektřinu ve větrných elektrárnách a kogeneračních jednotkách Dava 1 a 2 a prodává elektřinu pro cca 52 600 bytových a firemních zákazníků po celém Švédsku.

## Historie
Starosta Umeå Johan Gustaf Rothoff odkázal po své smrti v roce 1891 67 000 korun městu na první pouliční osvětlení. V City Hall Park poblíž nábřeží byla postavena v roce 1892 parní elektrárna, spalující dřevo, která dodávala energii pro osvětlení radnice a kostela. Poptávka po elektřině pro osvětlení se zvyšovala, ale parní elektrárna již nebyla schopna dodávat více elektřiny, takže v roce 1899 byla vybudována vodní elektrárna Klabböle.
V roce 1903 došlo k rozšíření elektrizační soustavy do městské čtvrti Haga. Větším spotřebitelům byly zavedeny v roce 1905 elektroměry. Kvůli rychle se rozvíjející se poptávce po elektrické energii, zejména průmyslové, byla v roce 1910 modernizována elektrárna Klabböle. Městská rada se rozhodla v roce 1911 jmenovat správní radu městské elektrárny, která byla předchůdcem dnešní společnosti Umeå Energi. V roce 1926 byla dokončena elektrárna Vattenfall Norrfors.
V letech 1945 až 1951 bylo v souvislosti s přechodem na napětí 110–220 voltů pro přibližně 5000 zákazníků ve více než 1500 nemovitostech nataženo elektrické vedení do všech domů. V roce 1958 byla postavena vodní elektrárna Stornorrfors na řece Ume a městská rada získala přístup k 11 % její produkce. V této souvislosti bylo rozhodnuto, že z nejstarší části elektrárny Klabböle bude muzeum energie.
V roce 1965 byla postavena teplárna AB Umeå Värmeverk a v letech 1968–1970 spalovna odpadů Ålidhemsverket . V roce 1981 se roztočil generátor teplárny AB Umeå Energiverk. O pět let později (1986) byla přejmenována na Umeå Energi AB a ve spalovně odpadů byly postaveny akumulační zásobníky, účinnější pro použití dálkového vytápění. Spalovna biopaliva Dava byla slavnostně otevřena v roce 2000 a v roce 2010 byla slavnostně otevřena nová kogenerační jednotka na biomasu, Dava 2.

## Vlastnictví a struktura skupiny
Umeå Energi AB je stoprocentní dceřinou společností Umeå Kommunföretag AB, je 100% vlastníkem akcií v Umeå Energi Elhandel AB, Umeå Energi Elnät AB, Umeå Energi UmeNet AB, vlastní také 49 % akcií v BioEndev AB a 2,6 % akcií v Norrland Ethanol Kraft AB.
Aktivity jsou rozděleny do pěti oblastí podnikání: vytápění, energetické sítě, obchodování s elektřinou, kabelová TV a internet UmeNet a výroba energie z obnovitelných zdrojů (slunce, vítr a voda).

### Affärsområde Elhandel
Společnost obchodující s elektrickou energií prodává elektřinu domácnostem a firmám ve Švédsku, která se vyrábí na větrných farmám a v kogeneračních zařízeních Dava 1 a Dava 2, část produkce pochází z hydroelektrárny Stornorrfors a část se obchoduje na energetické burze Nord Pool, která byla založena v roce 1966 a zprostředkovává obchody s energií mezi Norskem a Švédskem.

### Affärsområde Elnät
Dodává elektřinu pro pouliční osvětlení od dceřiné společnosti Umeå Energi Elnät AB.

### Affärsområde Sol, Vind och Vatten
Zde jsou shromažďovány všechny investice do obnovitelných zdrojů (solární, větrná a vodní energie). Vlastní větrnou turbínu v Holmsundu, pět v Hörneforsu a další na Granbergetu, kde se chystalo zprovoznění tři nových větrných turbín v roce 2014. Kromě nich získává energii z 16 větrných turbín, které mají jiné vlastníky. Projekt Hållbara Ålidhem je jednou z největších fotovoltaických elektráren ve Švédsku s celkovou rozlohou 2800 m2.

### Affärsområde UmeNet
UmeNet je otevřená městská síť internetu, což znamená, že UmeNet vlastní síť, ale zákazník si může vybrat poskytovatele služeb. V průběhu roku 2011 a 2012 bylo zjištěno, že Umeå je město s nejrychlejší městskou sítí v západním světě, což bylo jedním z důvodů k získání titulu Årets operatör roku 2012.

### Affärsområde Värme
Tato složka se zabývá výrobou elektřiny, dálkovým vytápěním a klimatizací. Energie se získává výrobou z biomasy a odpadů v zařízeních Dava 1, Dava 2, Graniten a Ålidhems värmeverk a v několika menších zařízeních. Dálkové vytápění je dodáváno do všech čtvrtí města Umeå: Holmsundu, Hörneforsu, Savaru a Bjurholmu.

## Životní prostředí
Umeå Energi získala v oblasti životního prostředí, zdraví a bezpečnosti příslušné certifikáty (ISO 14001, OHSAS 18001) a je odhodlána stát se neutrální vůči klimatu do roku 2018. Všechna prodaná elektřina pochází z obnovitelných zdrojů a má značku původu.